# Yeshe Rinchen
Yeshe Rinchen (tibétain : ཡེ་ཤེས་རིན་ཆེན, Wylie : ye shes rin chen, THL : yeshe rinchen), né en 1249 et décédé en 1295 est un dishi (enseignant impérial), de la dynastie Yuan, il succède à Dharmapala Raksita à ce poste, en 1286 et Drakpa Odzer (en) lui succède en 1291.